# Zugspitze
Zugspitze (phát âm tiếng Đức: [tsukʃpɪtsə]) là đỉnh núi trong dãy núi Wetterstein và là điểm cao nhất ở Đức.
Đỉnh có độ cao 2.962 m (9.718 ft) so với mực nước biển. Nó nằm ở phía nam của thị trấn Garmisch-Partenkirchen, và biên giới Áo-Đức chạy qua đỉnh phía tây của nó. Phía nam núi là Zugspitzplatt, một cao nguyên karst với nhiều hang động. Trên sườn Zugspitze có ba sông băng, trong đó có hai sông lớn nhất ở Đức: Schneeferner Bắc với diện tích 30,7 hecta và Höllentalferner với diện tích 24,7 ha. Sông thứ ba là Schneeferner Nam bao gồm 8,4 ha.

## Chỉ dẫn
1. ↑  The reference point of Acherkogel often mentioned in the literature lies a few metres further away.